# 鏢刀
鏢刀（ひょうとう）は手裏剣の一種とされる投擲武器である。
全体として三日月が二つ下方で繋がり、重なった様な他の手裏剣と比較するとかなり特殊な形状をしており、三方に尖っている上に三日月状の全体は鋭利な刃となっているため、正確に命中せずとも殺傷可能という強力な殺傷力を持つ危険な武器である。
又、その特異な形状から攻撃範囲が広く、投げつけられた相手は不用意に手で避けたり、掴んで受け止めたりしても傷付く危険性があるため、使い手自身も扱いには十分な注意が必要となる。但し、攻撃範囲こそ広いが、その有効射程は短いという。

## 登場作品
落第忍者乱太郎
忍たま乱太郎
忍術学園の五年生の一人である鉢屋三郎が得意武器として愛用しているが、46巻ではタソガレドキ忍軍組頭の雑渡昆奈門から、「忍たまが持つ武器にしては危険過ぎやしないかね？」とその危険性について指摘されている。